# Revisió sistemàtica
Una revisió sistemàtica és una síntesi acadèmica de l'evidència sobre un tema presentat amb claredat utilitzant mètodes crítics per identificar, definir i avaluar la recerca feta sobre un tema en particular. Una revisió sistemàtica extreu i interpreta dades d'estudis publicats sobre el tema (a la literatura científica), després analitza, descriu, avalua críticament i resumeix les interpretacions en una conclusió refinada basada en l'evidència. Per exemple, una revisió sistemàtica dels assaigs controlats aleatoris és una manera de resumir i implementar la medicina basada en l'evidència.
Les revisions sistemàtiques no es limiten a la medicina i són molt comuns en totes les altres ciències, on es recullen les dades, publicades en la literatura científica, i on una avaluació de la qualitat metodològica per a un subjecte definit amb precisió és d'una gran ajuda. Una revisió sistemàtica pot examinar proves clíniques, intervencions de salut pública, intervencions ambientals, intervencions socials, efectes adversos, síntesi d'evidència qualitativa, revisions metodològiques, revisions de polítiques i avaluacions econòmiques.
Les revisions sistemàtiques estan estretament relacionades amb les metaanàlisis, i sovint la mateixa instància combina ambdues (publicant-se amb un subtítol de "una revisió sistemàtica i una metaanàlisi"). La distinció entre els dos és que una metaanàlisi utilitza mètodes estadístics per induir un únic nombre del conjunt de dades agrupades (com ara la mida de l'efecte), mentre que la definició estricta d'una revisió sistemàtica exclou aquest pas. No obstant això, a la pràctica, quan s'esmenta un, l'altre pot estar involucrat sovint, ja que es necessita una revisió sistemàtica per reunir la informació que analitza una metaanàlisi, i de vegades la gent es refereix a una instància com a revisió sistemàtica encara que inclogui la components de metaanàlisi.
Una comprensió de les revisions sistemàtiques i com implementar-les a la pràctica és habitual per als professionals de l'atenció sanitària, la salut pública i les polítiques públiques.
Les revisions sistemàtiques contrasten amb un tipus de revisió sovint anomenada revisió bibliogràfica. Les revisions sistemàtiques i les revisions narratives o bibliogràfiques revisen la literatura (la literatura científica), però el terme revisió de la literatura publicada sense més especificació fa referència a una revisió bibliogràfica.

## Història
La primera publicació que ara es reconeix com a equivalent a una revisió sistemàtica moderna va ser un article de 1753 de James Lind, qui va revisar totes les publicacions anteriors sobre l'escorbut.
Un article del British Medical Journal de 1904 de Karl Pearson va recopilar dades de diversos estudis al Regne Unit, l'Índia i Sud-àfrica sobre la inoculació de la febre tifoidea. Va utilitzar un enfocament metaanalític per agregar els resultats de múltiples estudis clínics. El 1972, Archie Cochrane va escriure: "Segurament és una gran crítica a la nostra professió que no hem organitzat un resum crític, per especialitat o subespecialitat, adaptat periòdicament, de tots els assaigs controlats aleatoris rellevants". L'avaluació crítica i la síntesi dels resultats de la investigació d'una manera sistemàtica va sorgir el 1975 sota el terme "metaanàlisi". Les primeres síntesis es van dur a terme en àmplies àrees de polítiques públiques i intervencions socials, amb una síntesi de recerca sistemàtica aplicada a la medicina i la salut. Inspirat per les seves pròpies experiències personals com a oficial mèdic superior en camps de presoners de guerra, Archie Cochrane va treballar per millorar el mètode científic en proves mèdiques. La seva crida a l'augment de l'ús d'assaigs controlats aleatoris i revisions sistemàtiques va portar a la creació de The Cochrane Collaboration, que es va fundar el 1993 i porta el seu nom, basant-se en el treball d'Iain Chalmers i col·legues en l'àrea de l'embaràs i part.
Les revisions sistemàtiques van aparèixer només esporàdicament fins a la dècada de 1980, i es van fer habituals després de l'any 2000. Cada any es publiquen més de 10.000 revisions sistemàtiques.

## Característiques
Es pot dissenyar una revisió sistemàtica per proporcionar un resum exhaustiu de la literatura actual existent rellevant per a una pregunta de recerca. Una revisió sistemàtica utilitza un enfocament rigorós i transparent per a la síntesi de la recerca, amb l'objectiu d'avaluar i, quan sigui possible, minimitzar el biaix en els resultats. Tot i que moltes revisions sistemàtiques es basen en una metaanàlisi quantitativa explícita de les dades disponibles, també hi ha revisions qualitatives i altres tipus de revisions de mètodes mixts que s'adhereixen als estàndards per recopilar, analitzar i informar d'evidència.
Les revisions sistemàtiques de dades quantitatives o les revisions de mètodes mixts poden utilitzar tècniques estadístiques (metaanàlisi) per combinar els resultats dels estudis elegibles. En alguns casos es fan servir sistemes de rúbriques amb puntuació per avaluar la qualitat de l'evidència en funció de la metodologia utilitzada, tot i que la Biblioteca Cochrane ho desaconsella. Com que la qualificació de l'evidència pot ser subjectiva, es pot consultar a diverses persones per resoldre qualsevol diferència de puntuació entre com es valora l'evidència.
L'EPPI-Centre, la Biblioteca Cochrane i l'Institut Joanna Briggs han tingut una influència en el desenvolupament de mètodes per combinar investigacions tant qualitatives com quantitatives en revisions sistemàtiques. Existeixen diverses directrius per estandarditzar els informes sobre com es duen a terme les revisions sistemàtiques. Aquestes directrius de presentació d'informes no són eines d'avaluació ni d'avaluació de la qualitat.

### Estandardització
La declaració d'Elements d'informe preferits per a revisions sistemàtiques i metaanàlisis, més coneguda en anglès com Preferred Reporting Items for Systematic Reviews and Meta-Analyses o pel seu acrònim PRISMA, és una declaració que suggereix una manera estandarditzada d'assegurar un informe transparent i complet de les revisions sistemàtiques, i ara és necessari seguir els seus criteris i recomanacions per publicar aquest tipus d'investigacions en més de 170 revistes mèdiques a tot el món. S'han desenvolupat diverses extensions de directrius PRISMA especialitzades per donar suport a tipus particulars d'estudis o aspectes del procés de revisió, com ara PRISMA-P per als protocols de revisió i PRISMA-ScR per a les revisions d'abast. La xarxa EQUATOR (Enhancing the QUAlity and Transparency Of health Research) allotja una llista d'extensions de directrius PRISMA. No obstant això, s'ha trobat que les directrius PRISMA es limiten a la recerca d'intervenció i s'han de canviar les directrius per tal d'ajustar-se a la recerca sense intervenció. Com a resultat, es van crear revisions sistemàtiques no intervencionistes, reproduïbles i obertes (NIRO) per contrarestar aquesta limitació.
Per a les revisions qualitatives, les directrius per a la presentació d'informes inclouen ENTREQ (Enhancing transparency in reporting the synthesis of qualitative research, que en català és la Millora de la transparència en l'informe de la síntesi de la investigació qualitativa) per a les síntesis d'evidència qualitativa; RAMESES (Realist And MEta-narrative Evidence Syntheses: Evolving Standards) per a revisions meta-narratives i realistes; i eMERGe (Improveing reporting of Meta-Ethnography) per a meta-etnografia.
Els desenvolupaments de les revisions sistemàtiques durant el segle XXI inclouen revisions realistes i l'enfocament meta-narratiu, tots dos abordant problemes de variació en els mètodes i heterogeneïtat existents en alguns temes.

## Tipologia
Hi ha més de 30 tipus de revisió sistemàtica i la taula següent en resumeix de manera no esgotadora algunes d'elles. No sempre hi ha consens sobre els límits i les distincions entre els enfocaments que es descriuen a continuació.
| Tipologia                                                         | Summary |
| ----------------------------------------------------------------- | --- |
| Revisió de mapes/mapa sistemàtic                                  | Una revisió de mapes mapeja la literatura existent i en classifica les dades. El mètode caracteritza la quantitat i la qualitat de la literatura, inclòs pel disseny de l'estudi i altres característiques. Les revisions de mapes es poden utilitzar per identificar la necessitat d'investigació primària o secundària. |
| metaanàlisi                                                       | Una metaanàlisi és una anàlisi estadística que combina els resultats de múltiples estudis quantitatius. Mitjançant mètodes estadístics, els resultats es combinen per proporcionar proves de múltiples estudis. Els dos tipus de dades que s'utilitzen generalment per a la metaanàlisi en la investigació en salut són les dades dels participants individuals i les dades agregades (com ara les probabilitats o els riscos relatius). |
| Revisió d'estudis mixts/revisió de mètodes mixts                  | Es refereix a qualsevol combinació de mètodes on una etapa significativa és una revisió de la literatura (sovint sistemàtica). També pot referir-se a una combinació d'enfocaments de revisió, com ara la combinació d'investigació quantitativa amb qualitativa. |
| Revisió sistemàtica qualitativa / síntesi d'evidència qualitativa | Aquest mètode per integrar o comparar els resultats d'estudis qualitatius. El mètode pot incloure "codificar" les dades i buscar "temes" o "construccions" entre estudis. Diversos autors poden millorar la "validesa" de les dades reduint potencialment el biaix individual. |
| Revisió ràpida                                                    | Una avaluació del que ja se sap sobre una qüestió política o pràctica, que utilitza mètodes de revisió sistemàtica per buscar i avaluar críticament la investigació existent. Les revisions ràpides segueixen sent una revisió sistemàtica, però es poden simplificar o ometre parts del procés per augmentar la rapidesa. Es van dur a terme, per exemple, durant la pandèmia de COVID-19.                                              |
| Revisió sistemàtica                                               | Una cerca sistemàtica de dades, mitjançant un mètode repetible. Inclou l'avaluació de les dades (per exemple, la qualitat de les dades) i una síntesi de les dades de recerca. |
| Recerca i revisió sistemàtica                                     | Combina mètodes d'una revisió crítica amb un procés de recerca complet. Aquest tipus de revisió s'utilitza normalment per abordar preguntes àmplies per produir la síntesi d'evidència més adequada. Aquest mètode pot incloure o no una avaluació de la qualitat de les fonts de dades. |
| Revisió sistematitzada                                            | Inclou elements del procés de revisió sistemàtica, però la cerca sovint no és tan exhaustiva com una revisió sistemàtica i pot no incloure avaluacions de qualitat de les fonts de dades. |

## Metodologia
Tot i que hi ha diversos tipus de mètodes de revisió sistemàtica, les etapes principals d'una revisió es poden resumir de la següent manera:

### Definició de la pregunta de recerca
Alguns van informar que les "millors pràctiques" impliquen "definir una pregunta amb resposta" i publicar el protocol de la revisió abans d'iniciar-la per reduir el risc de duplicació no planificada de la investigació i per permetre la transparència i la coherència entre la metodologia i el protocol. Les revisions clíniques de dades quantitatives sovint s'estructuren mitjançant la mnemotècnica PICO, que significa "Població o problema", "Intervenció o exposició", "Comparació" i "Resultat", amb altres variacions existents per a altres tipus d'investigació. Per a les revisions qualitatives, PICo és "Població o problema", "Interès" i "Context".

### Recerca de fonts
Els criteris rellevants poden incloure la selecció de recerca que sigui de bona qualitat i respongui a la pregunta definida. L'estratègia de recerca s'ha de dissenyar per recuperar la literatura que coincideixi amb els criteris d'inclusió i exclusió especificats pel protocol. La secció de metodologia d'una revisió sistemàtica hauria d'enumerar totes les bases de dades i índexs de citacions que s'han cercat. Els títols i resums dels articles identificats es poden comprovar amb criteris predeterminats d'elegibilitat i rellevància. A cada estudi inclòs se li pot assignar una avaluació objectiva de la qualitat metodològica, preferiblement utilitzant mètodes conformes a la declaració PRISMA o els estàndards de Cochrane.
Les fonts d'informació habituals que s'utilitzen a les cerques inclouen bases de dades acadèmiques d'articles revisats per parells com MEDLINE, Web of Science, Embase i PubMed, així com fonts de literatura no publicada com registres d'assaigs clínics i col·leccions de literatura grisa. Les referències clau també es poden obtenir mitjançant mètodes addicionals, com ara la cerca de cites, la comprovació de llistes de referències (relacionada amb un mètode de cerca anomenat "creixement de perles"), la cerca manual de fonts d'informació no indexades a les principals bases de dades electròniques (de vegades anomenada "cerca manual") i contactar directament amb experts en la matèria.
Per ser sistemàtics, els cercadors han d'utilitzar una combinació d'habilitats i eines de cerca, com ara encapçalaments de temes de bases de dades, cerca de paraules clau, operadors booleans i cerca per aproximació, mentre intenten equilibrar la sensibilitat (sistematicitat) i la precisió (exactitud). Convidar i implicar un professional de la informació o un bibliotecari amb experiència pot millorar la qualitat de les estratègies de recerca de revisions sistemàtiques i els informes.

### Extracció de dades rellevants
Les dades rellevants "s'extreuen" de les fonts de dades segons el mètode de revisió. El mètode d'extracció de dades és específic per al tipus de dades, i les dades extretes sobre els resultats només són rellevants per a determinats tipus de revisions. Per exemple, una revisió sistemàtica dels assaigs clínics podria extreure dades sobre com es va fer la investigació (sovint anomenada mètode o "intervenció"), qui va participar en la investigació (incloent quantes persones), com es va pagar (per exemple, fonts de finançament) i què va passar (els resultats). Les dades rellevants s'extreuen i combinen en una revisió de l'efecte d'intervenció, on és possible una metaanàlisi.

### Avaluar l'elegibilitat de les dades
Aquesta etapa consisteix a avaluar l'elegibilitat de les dades per incloure-les a la revisió, jutjant-les en funció dels criteris identificats en la primera etapa. Això pot incloure avaluar si una font de dades compleix els criteris d'elegibilitat i registrar per què es van prendre decisions sobre la inclusió o l'exclusió a la revisió. Hi ha programari que es pot utilitzar per donar suport al procés de selecció, incloses les eines de mineria de text i l'aprenentatge automàtic, que poden automatitzar aspectes del procés. La "caixa d'eines de revisió sistemàtica", conegut pel seu nom en anglès "'Systematic Review Toolbox" és un catàleg d'eines basat en entorns web impulsat per la comunitat per ajudar els revisors a triar les eines adequades per a les revisions.

### Analitzar i combinar les dades
L'anàlisi i la combinació de dades pot proporcionar un resultat global de totes les dades. Com que aquest resultat combinat pot utilitzar dades qualitatives o quantitatives de totes les fonts de dades elegibles, es considera més fiable, ja que proporciona una millor evidència, ja que com més dades s'incloguin a les revisions, més segurs podem estar de les conclusions. Quan escau, algunes revisions sistemàtiques inclouen una metaanàlisi, que utilitza mètodes estadístics per combinar dades de diverses fonts. Una revisió pot utilitzar dades quantitatives o pot utilitzar una metasíntesi qualitativa, que sintetitza dades d'estudis qualitatius. Una revisió també pot reunir els resultats d'estudis quantitatius i qualitatius en mètodes mixts o síntesi global. De vegades es pot visualitzar la combinació de dades d'una metaanàlisi. Un mètode utilitza una parcel·la forestal (també anomenada blobbograma). En una revisió de l'efecte d'intervenció, el diamant de la "parcela forestal" representa els resultats combinats de totes les dades incloses. Un exemple de "parcela forestal" és el logotip de la Col·laboració Cochrane. El logotip és una trama forestal d'una de les primeres revisions que va demostrar que els corticoides administrats a les dones que estan a punt de parir prematurament poden salvar la vida del nounat.
Les innovacions de visualització recents inclouen la trama d'albatros, que representa els valors p en funció de la mida de la mostra, amb contorns aproximats de la mida de l'efecte superposats per facilitar l'anàlisi. Els contorns es poden utilitzar per inferir mides d'efecte a partir d'estudis que s'han analitzat i informat de diverses maneres. Aquestes visualitzacions poden tenir avantatges sobre altres tipus quan es revisen intervencions complexes.

### Comunicació i difusió
Un cop finalitzades aquestes etapes, la revisió es pot publicar, difondre i traduir a la pràctica després de ser adoptada com a prova. L'Institut Nacional d'Investigació Sanitària del Regne Unit (NIHR) defineix la difusió com "fer arribar els resultats de la investigació a les persones que poden fer-ne ús per maximitzar el benefici de la investigació sense demora".
Alguns usuaris no tenen temps per invertir en la lectura de documents grans i complexos i/o poden no tenir consciència o no poder accedir a investigacions recentment publicades. Per tant, els investigadors estan desenvolupant habilitats per utilitzar mètodes de comunicació creatius com il·lustracions, blocs, infografies i jocs de taula per compartir els resultats de revisions sistemàtiques.

## Automatització
Les revisions sistemàtiques vives són un tipus més nou de resums en línia semiautomatitzats i actualitzats de la recerca que s'actualitzen a mesura que hi ha noves investigacions disponibles. La diferència entre una revisió sistemàtica viva i una revisió sistemàtica convencional és el format de publicació. Les revisions sistemàtiques vives són "resums d'evidència dinàmics, persistents, només en línia, que s'actualitzen ràpida i freqüentment". L'automatització o semiautomatització del propi procés sistemàtic s'està explorant cada cop més. Tot i que hi ha poca evidència que demostri que és tan precisa o implica menys esforç manual, els esforços que promouen la formació i l'ús de la intel·ligència artificial per al procés estan augmentant.

## Eines
Una publicació del 2022 va identificar 24 eines de revisió sistemàtica i les va classificar mitjançant la inclusió de 30 característiques considerades més importants quan es realitza una revisió sistemàtica d'acord amb les millors pràctiques. Les sis eines de programari principals (amb almenys 21/30 funcions clau) són totes plataformes de pagament propietàries, normalment basades en web, i inclouen: Compliance de Giotto, DistillerSR, Coneixement niu, Web EPPI-Reviewer, LitStream i JBI SUMARI.
La Col·laboració Cochrane proporciona un manual per a revisors sistemàtics d'intervencions que "ofereix orientació als autors per a la preparació de les revisions de la Intervenció Cochrane". El Manual Cochrane també descriu els passos per preparar una revisió sistemàtica i constitueix la base de dos conjunts. d'estàndards per a la realització i la presentació d'informes de les revisions d'intervenció Cochrane. També conté orientacions sobre la integració dels resultats informats pels pacients a les revisions.

## Limitacions

### Obsolescència i biaixos
Tot i que les revisions sistemàtiques es consideren la forma més sòlida d'evidència, una revisió de 300 estudis realitzada el 2003 va trobar que no totes les revisions sistemàtiques eren igual de fiables i que els seus informes es poden millorar mitjançant un conjunt d'estàndards i directrius acceptat de manera universal. Un estudi posterior del mateix grup va trobar que de les 100 revisions sistemàtiques supervisades, el 7% necessitava una actualització en el moment de la publicació, un altre 4% en un any i un altre 11% en dos anys; aquesta xifra era més alta en els camps de la medicina que canviaven ràpidament, especialment la medicina cardiovascular. Un estudi de 2003 va suggerir que estendre les cerques més enllà de les principals bases de dades, potser a la literatura grisa, augmentaria l'efectivitat de les revisions.
Alguns autors han posat de relleu problemes amb les revisions sistemàtiques, especialment les realitzades per Cochrane, assenyalant que les revisions publicades sovint són esbiaixades, obsoletes i excessivament llargues. Les revisions Cochrane han estat criticades perquè no són prou crítiques en la selecció d'assaigs i n'inclouen massa de baixa qualitat. Van proposar diverses solucions, inclosa la limitació dels estudis en metaanàlisis i revisions als assaigs clínics registrats, requerint que les dades originals estiguin disponibles per a la comprovació estadística, prestant més atenció a les estimacions de la mida de la mostra i eliminant la dependència només de les dades publicades. Algunes d'aquestes dificultats es van observar ja el 1994.
També s'han observat limitacions metodològiques de la metaanàlisi. Una altra preocupació és que els mètodes utilitzats per dur a terme una revisió sistemàtica de vegades es canvien una vegada que els investigadors veuen els assaigs disponibles que inclouran. Alguns llocs web han descrit retractes de revisions sistemàtiques i informes publicats d'estudis inclosos en revisions sistemàtiques publicades. Que els criteris d'elegibilitat siguin arbitraris poden afectar la qualitat percebuda de la revisió.

### Disponibilitat de dades
La campanya AllTrials informa que al voltant de la meitat dels assaigs clínics no han informat mai de resultats i treballa per millorar els informes. Els assaigs "positius" tenien el doble de probabilitats de publicar-se que els que tenien resultats "negatius".
A partir del 2016, és legal que les empreses amb ànim de lucre realitzin assaigs clínics i no en publiquin els resultats. Per exemple, en els últims 10 anys, 8,7 milions de pacients han participat en assaigs que no han publicat resultats. Aquests factors signifiquen que és probable que hi hagi un biaix de publicació important, només es publiquen resultats "positius" o percebuts favorables. Una revisió sistemàtica recent del patrocini de la indústria i els resultats de la investigació va concloure que "el patrocini d'estudis de fàrmacs i dispositius per part de l'empresa de fabricació condueix a resultats i conclusions d'eficàcia més favorables que el patrocini d'altres fonts" i que l'existència d'un biaix de la indústria que no es pot explicar per avaluacions estàndard de "risc de biaix".

### Incompliment de directrius
El ràpid creixement de les revisions sistemàtiques en els darrers anys ha anat acompanyat del problema del mal compliment de les directrius, especialment en àrees com la declaració de protocols d'estudi registrats, declaració de fonts de finançament, dades de risc de biaix, problemes derivats de l'abstracció de dades i descripció. d'objectius d'estudi clars.
Una gran quantitat d'estudis han identificat debilitats en el rigor i la reproductibilitat de les estratègies de cerca en revisions sistemàtiques. Per solucionar aquest problema, s'està desenvolupant una nova extensió de directrius PRISMA anomenada PRISMA-S. F A més, s'han creat eines i llistes de verificació per a les estratègies de cerca de revisió per iguals, com ara les directrius de la Peer Review of Electronic Search Strategies (PRESS).
Un repte clau per utilitzar revisions sistemàtiques en la pràctica clínica i la política sanitària és avaluar la qualitat d'una revisió determinada. En conseqüència, s'han dissenyat una sèrie d'eines d'avaluació per avaluar revisions sistemàtiques. Els dos instruments de mesura i eines de puntuació més populars per a l'avaluació de la qualitat de les revisions sistemàtiques són AMSTAR 2 (una eina de mesura per avaluar la qualitat metodològica de les revisions sistemàtiques) i ROBIS (Risk Of Bias In Systematic Reviews); tanmateix, aquests no són adequats per a tots els tipus de revisió sistemàtica.

### Revisions d'abast
Les revisions d'abast es diferencien de les revisions sistemàtiques de diverses maneres. Una revisió d'abast és un intent de cercar conceptes mapejant el llenguatge i les dades que envolten aquests conceptes i ajustant el mètode de recerca de manera iterativa per sintetitzar proves i avaluar l'abast d'una àrea d'investigació. Això pot significar que la cerca de conceptes i el mètode (incloent l'extracció de dades, l'organització i l'anàlisi) es perfeccionen al llarg del procés, de vegades requerint desviacions de qualsevol protocol o pla de recerca original. Sovint, una revisió d'abast pot ser una etapa preliminar abans d'una revisió sistemàtica, que "abasta" una àrea d'investigació i traça el llenguatge i els conceptes clau per determinar si una revisió sistemàtica és possible o adequada, o per establir les bases per a una revisió sistemàtica completa. revisió. L'objectiu pot ser avaluar quantes dades o proves estan disponibles sobre una determinada àrea d'interès.> Aquest procés es complica encara més si es tracta de mapejar conceptes en diversos idiomes o cultures.
Com que una revisió d'abast s'ha de dur a terme i informar sistemàticament (amb un mètode transparent i repetible), algunes editorials acadèmiques les classifiquen com una mena de "revisió sistemàtica", fet que pot provocar confusió. Les revisions d'abast són útils quan no és possible realitzar una síntesi sistemàtica dels resultats de la investigació, per exemple, quan no hi ha assaigs clínics publicats en l'àrea d'investigació. Les revisions d'abast són útils a l'hora de determinar si és possible o adequat dur a terme una revisió sistemàtica, i són un mètode útil quan una àrea d'investigació és molt àmplia, per exemple, explorant com el públic participa en totes les etapes de les revisions sistemàtiques.
Encara hi ha falta de claredat a l'hora de definir el mètode exacte d'una revisió d'abast, ja que és un procés iteratiu i encara és relativament nou. Hi ha hagut diversos intents de millorar l'estandardització del mètode, per exemple, mitjançant una extensió de la guia d'articles d'informes preferits per a revisions sistemàtiques i metaanàlisis (PRISMA) per a les revisions d'abast (PRISMA- ScR). PROSPERO (International Prospective Register of Systematic Reviews) no permet la presentació de protocols de revisions d'abast, tot i que algunes revistes publiquen protocols per a revisions d'abast.